# Essener Lager
Das Essener Lager ist eine aus mehreren Baracken bestehende Siedlung im Ortsteil Breitscheid von Ratingen. Es befindet sich nördlich der Straße Am Sondert, ehemals Essener Straße 5. Es entstand Ende 1943 als Führungslager der Organisation Todt. Es bestand ursprünglich aus sieben Baracken und einem Pförtnerhäuschen.
Von Mai bis September 1945 wurden hier ehemalige italienische und polnische Kriegsgefangene untergebracht. 
Von Oktober 1945 an nutzten durch Krieg obdachlos gewordene Familien die Anlage. Es wurde eine Schule eingerichtet, der geregelte Schulunterricht begann im Januar 1947. Ende 1949 zählte man in der Waldschule 171 Schüler, 1950 200. Sie wurde bis zum 31. August 1968 betrieben. Ein Teil der Kinder stammte vom nahegelegenen Krupplager, den Schloemannhallen und Teilen Breitscheids. Ferner wurde ein Kindergarten eingerichtet. 1950 wurde die Pfadfindergruppe von Colonel Wilson besucht.
Mitte der 1960er Jahre verließen die Familien die Siedlung. Der freiwerdende Wohnraum wurde an Nichtseßhafte und Personen mit sozialen Problem vergeben. 1975 wurden die Holzbaracke, Schulbaracke und die Funktionsbaracke (Kirche, Schule, Kindergarten) abgerissen.
In der heutigen Nutzung sind Asylsuchende im Lager untergebracht, das aus noch drei Baracken besteht, die inzwischen modernisiert wurden.